# Miss Adventure (film 1916)
Miss Adventure è un cortometraggio muto del 1916 scritto e diretto da William Wolbert.

## Produzione
Il film fu prodotto dalla Vitagraph Company of America (come Broadway Star Features).

## Distribuzione
Distribuito dalla General Film Company, il film - un cortometraggio in tre bobine - uscì nelle sale cinematografiche statunitensi il 20 maggio 1916.